# Campagne de Linyi
 (janvier 2020).
Si vous disposez d'ouvrages ou d'articles de référence ou si vous connaissez des sites web de qualité traitant du thème abordé ici, merci de compléter l'article en donnant les références utiles à sa vérifiabilité et en les liant à la section « Notes et références ».
Guerre civile chinoise
La campagne de Linyi (临沂战役) désigne une série de combats menées dans le Shandong entre les armées communistes et les partisans du Kuomintang composés d’anciens collaborationnistes ralliés à Tchang Kai-shek après la Seconde Guerre mondiale. La bataille fait partie de la guerre civile chinoise, et se conclut sur une victoire totale des communistes.

## Campagne
En août 1945, les Communistes décident de s’emparer de force de Linyi devant le refus de toute reddition de la part des défenseurs, anciens partisans des Japonais ralliés à l’armée nationaliste après la fin de la Guerre Sino-Japonaise. Le 16 août, les troupes japonaises basées à Linyi battent en retraite vers Zhaozhuang, mais les défenseurs nationalistes décident de rester pour combattre. Le lendemain, des troupes communistes venues de Binhai et des Districts Militaires du Shandong Central lancent une attaque conjointes contre la ville, et les quatre fortins en dehors des murs de la ville tombent le même jour, mais deux tentatives communistes pour prendre d’assaut les murailles le 20 et le 22 août sont toutes deux repoussées par les défenseurs. Les Communistes changent leurs tactiques en creusant des tunnels vers le coin Nord-Ouest de la ville, pour dynamiter les murs de la ville.
Le 10 septembre 1945, les communistes parviennent à faire une brèche de 30 mètres de large dans les murs de la ville en faisant détoner deux tonnes d’explosifs, mais après deux heures de combat acharné, les défenseurs parviennent à repousser les assauts communistes. Au matin, après de nouvelles détonations, les défenseurs ne peuvent pas empêcher les attaquants de pénétrer la brèche, et se résolvent à utiliser les armes chimiques laisser derrière eux par les Japonais. Néanmoins, la guerre chimique est un échec, car les attaquants se contentent de couvrir leur visage de serviettes trempées dans de l’urine, et défont les cinq tentatives des défenseurs. À 7 h du matin le 11 septembre 1945, la ville se rend et chacun de ses deux mille défenseurs sont tués ou capturés, y compris les commandants Xu Guansheng (许关生) et Shao Ziyuan (邵子原), tous deux pris vivants par les attaquants communistes. La victoire communiste leur permet de regrouper leurs anciennes bases séparées du Shandong central, du sud du Shandong, et de la région de Binhai (滨海) en une seule.

## Bilan
Les Communistes, qui ont refusé les dilemmes auxquels font face les Nationalistes, s’attirent le support populaire, et deviennent ainsi capable de dépasser leurs adversaires nationalistes, parvenant ainsi à la victoire sans grandes difficultés. Comme dans d’autres escarmouches similaires entre le Parti Communiste Chinois et le Kuomintang en Chine, les gains politiques après la bataille sont beaucoup plus importants que les victoires militaires pour les Communistes.